# Kawasaki A7
La Kawasaki A7, chiamata anche Kawasaki A7 Avenger, è una motocicletta prodotta dalla casa motociclistica giapponese Kawasaki Heavy Industries Motorcycle & Engine, dal 1967 al 1971.

## Descrizione e tecnica
Introdotta sul mercato nel 1967, la moto era spinta da un motore bicilindrico parallelo dalla cilindrata di 338 cm³ a due tempi raffreddato ad aria con lubrificazione separata, con la preparazione della miscela che era realizzata mediante sistema Injectolube con un contenitore separato per l'olio motore, che veniva sia iniettato con la benzina come sulla 250 Samurai ma anche sui cuscinetti di banco. Rispetto alla Samurai sia i carter che la biella-manovella vennero riprogettati per l'utilizzo di tale sistema.
Il telaio era a tubi e travi in acciaio, coadiuva da una forcella telescopica all'avantreno mentre al retrotreno c'era un forcellone a due bracci; le ruote calzavano rispettivamente pneumatici da 3,25–18 (alla'anteriore) e 3,50–18 (al posteriore).
Il sistema frenante era costituito da un freno a tamburo duplex da 180 mm davanti, e da uno simplex sempre da 180 mm dietro.
La strumentazione era integrata nella calotta superiore del fanale anteriore. Erano disponibili tre allestimenti: A7 (1967-1971), A7SS (1967-1971) che aveva lo scarico rialzato e A7R (1968) che era la versione più corsaiola.